# ゴフレード・ウァルス
ゴフレード・ウァルス（Goffredo Wals、Gottfried Walsとも、1595年頃 - 1638年）はイタリアで活躍したドイツ人画家である。ゴフレード・テデスコ（ドイツのゴフレードの意）という通称でも知られる。

## 生涯
幼少期に関してはドイツのケルンにて誕生したこと以外はほとんど分かっていない。ナポリやジェノヴァを含め様々なイタリアの都市を放浪した後、1615年頃にローマへとたどり着いた。ローマにてアゴスティーノ・タッシの助手となったものの、タッシはウァルスを棍棒で打ち付けるような酷い親方であったため、ウァルスの訴えにより1616年に短期間の懲役に処せられた。
翌年、ウァルスは、新たにローマに移住したマッシモ・スタンツィオーネと共にトラステヴェレに住み始めた。1620年から1622年にかけてクロード・ロランが弟子となったが、1623年に弟子のアントニオ・トラヴィと共にジェノヴァへ戻った。
ウァルスは1638年3月27日に発生し約1万人の死者を出したカラブリアにおける地震において死去したと推定されている。

## 作品
ウァルスの作品のほとんどは小規模であり、しばしば円形であり銅板に描かれている。構成と明暗に対するウァルスの関心は非常に顕著であり、アダム・エルスハイマーの追従者であるフィリッポ・ナポレターノの作品にしばしば比される。
また、作品のほとんどは現存しておらず、ウァルスのカタログ・レゾネにおいて確実にウァルスの作品とされるものはわずか25点しかない。1634年時点で、ナポリで活躍したフラマン人商人ガスパール・デ・ローメルのコレクションに60点の風景画と14点の素描が所蔵されていたとされている。

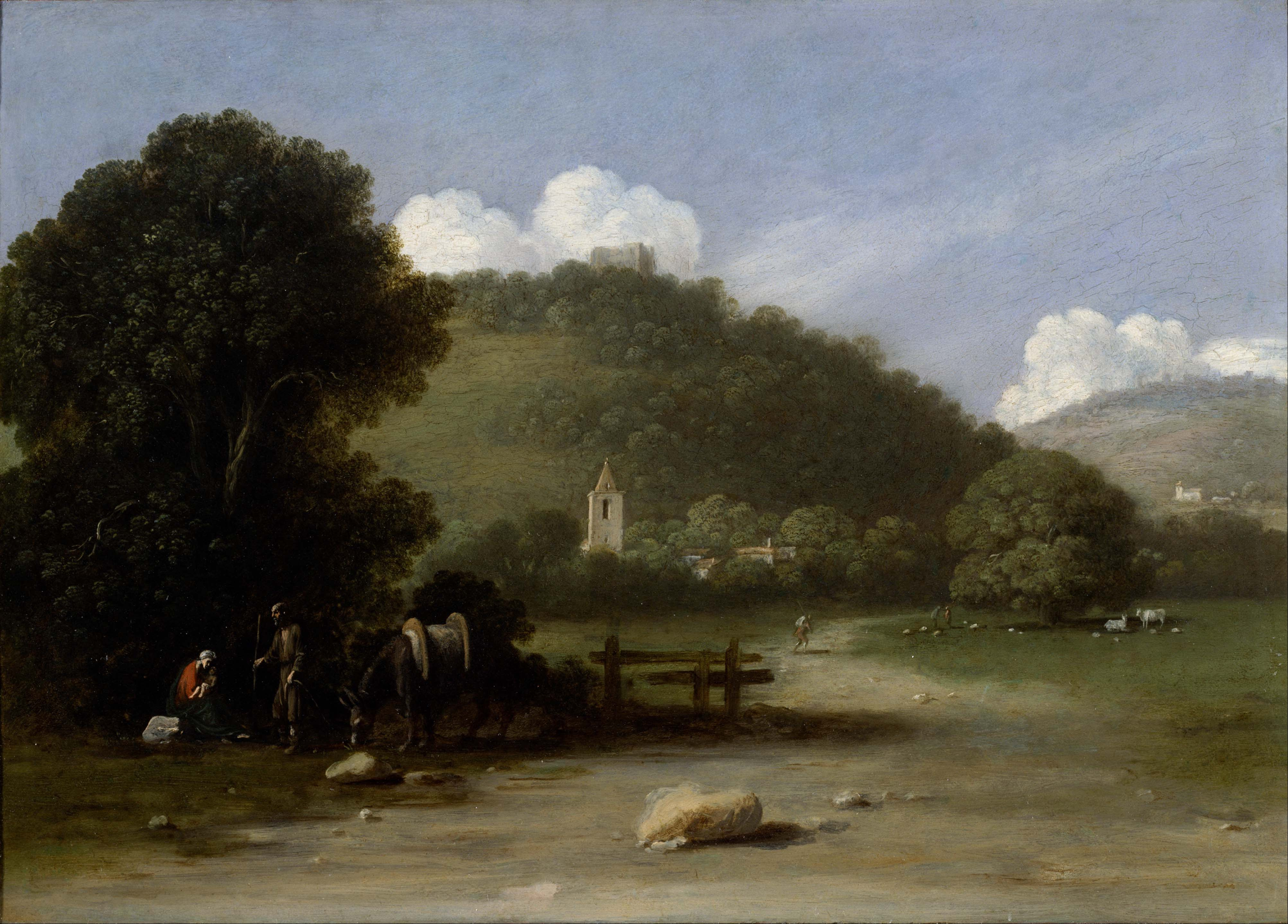
『エジプト逃避途上の休息をともなう風景』、1619年。油彩、銅板。24.5×34.6cm。国立西洋美術館[2]。
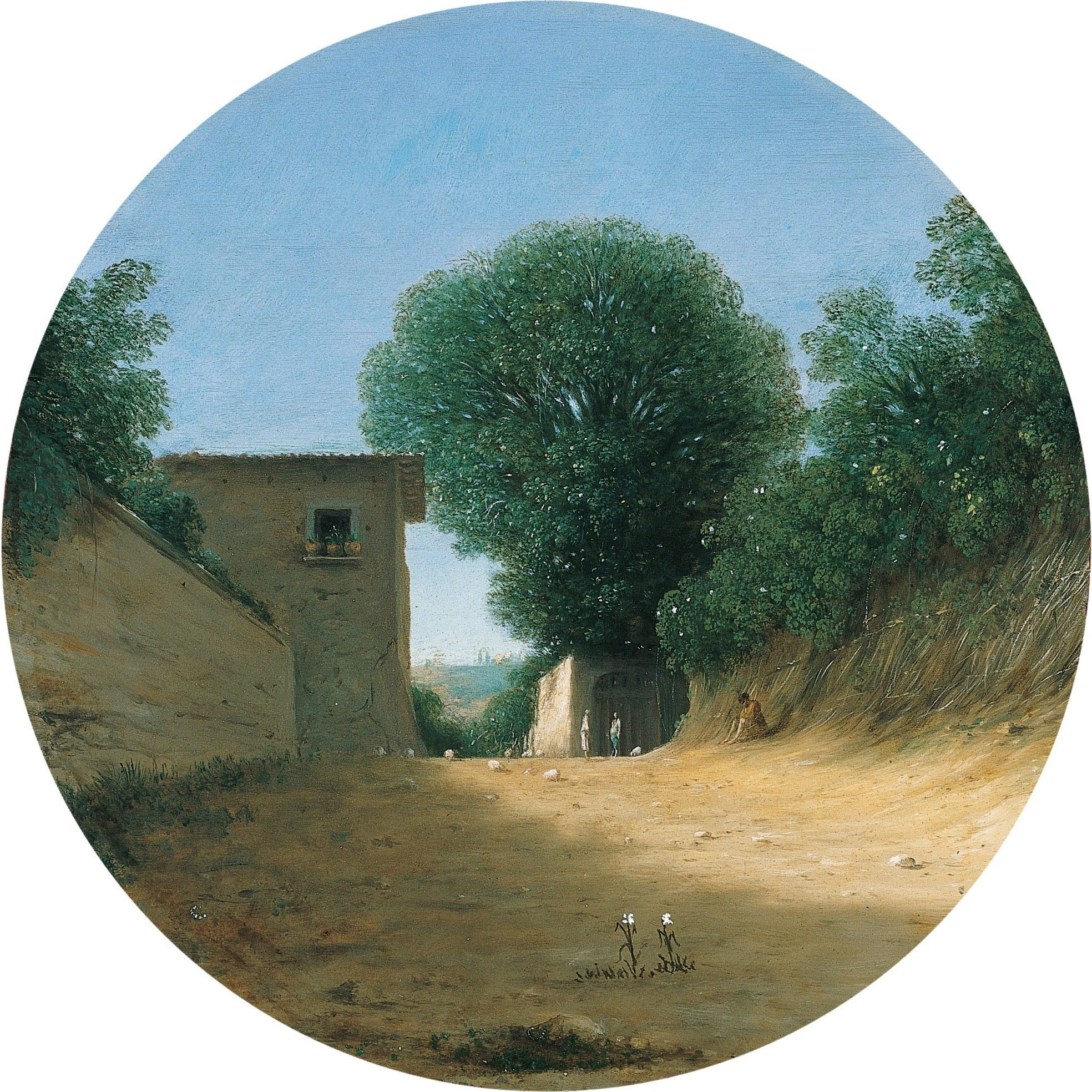
『家屋のそばの田舎道』、1620年台。油彩、銅板。径23.5cm。キンベル美術館[3]。
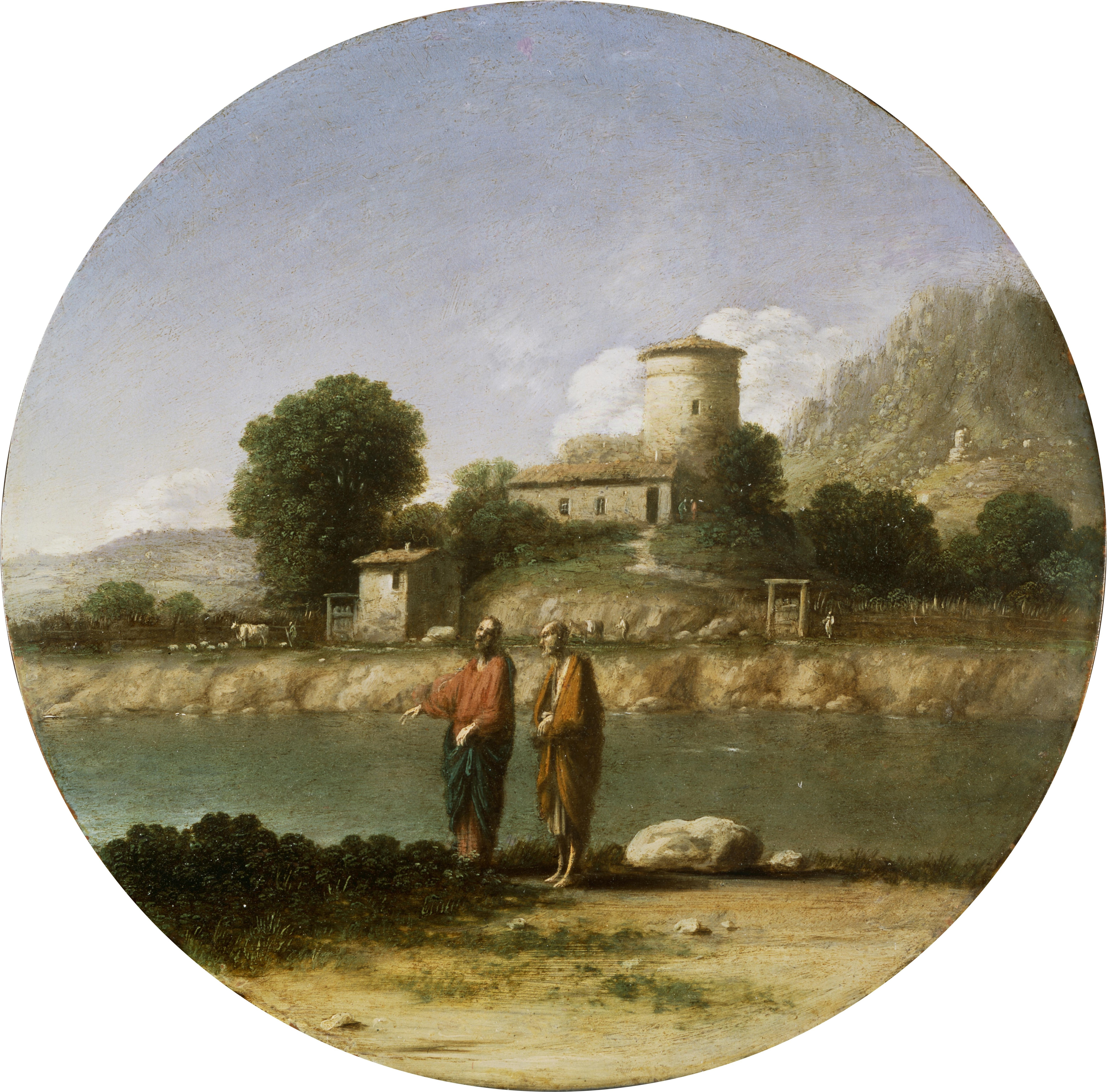
『キリストと洗礼者聖ヨハネをともなう風景』、1625-38年頃。油彩、銅板。径28.5cm。スコットランド国立美術館[4]。
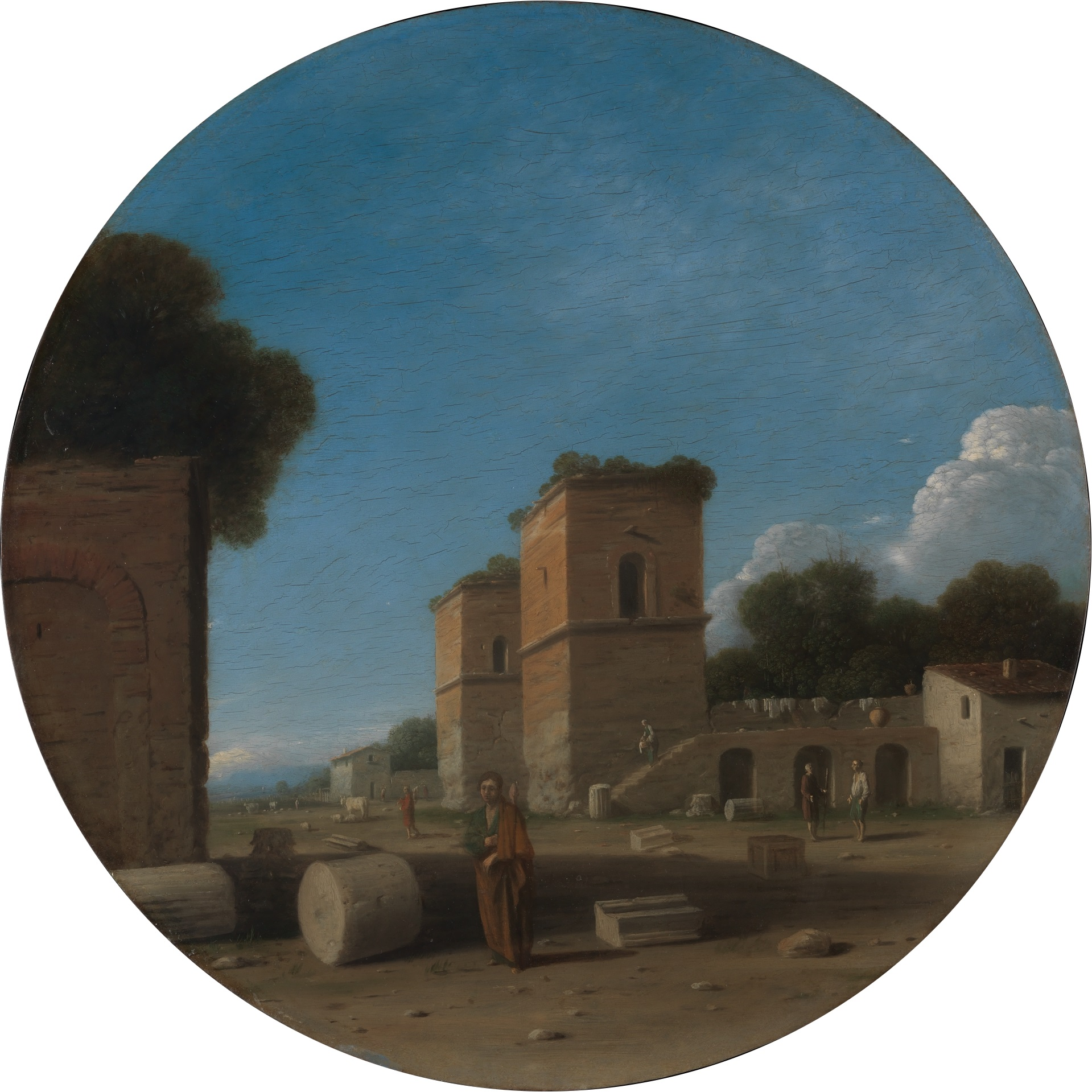
『人物をともなうローマの情景』、1630年台。油彩、銅板。径40.6cm。メトロポリタン美術館[5]。